# Caracolite
La caracolite è un minerale appartenente al gruppo dell'hedyphane.